# Ivan Kocherguin
Ivan Kocherguin (Rostov del Don, Unión Soviética, 29 de diciembre de 1935 - 30 de mayo de 2015) fue un deportista soviético retirado especialista en lucha grecorromana donde llegó a ser medallista de bronce olímpico en México 1968.

## Carrera deportiva
En los Juegos Olímpicos de 1968 celebrados en México ganó la medalla de bronce en lucha grecorromana estilo peso gallo, tras el luchador húngaro János Varga (oro) y el rumano Ion Baciu (plata).